# Svédország az 1952. évi téli olimpiai játékokon
Svédország a norvégiai Oslóban megrendezett 1952. évi téli olimpiai játékok egyik részt vevő nemzete volt. Az országot az olimpián 8 sportágban 65 sportoló képviselte, akik összesen 4 érmet szereztek.

## Érmesek
| Érem  | Versenyző | Sportág        | Versenyszám           |
| ----- | --- | -------------- | --------------------- |
| Bronz | Carl-Erik Asplund | Gyorskorcsolya | Férfi 10 000 m        |
| Bronz | Nemzeti válogatott Göte Almqvist Hans Andersson Stig Andersson Åke Andersson Lars Björn Göte Blomqvist Thord Flodqvist Erik Johansson Gösta Johansson Rune Johansson Sven Tumba Åke Lassas Holger Nurmela Lars Pettersson Lars Svensson Sven Thunman Hans Öberg | Jégkorong      | Férfi                 |
| Bronz | Nils Täpp Sigurd Andersson Enar Josefsson Martin Lundström | Sífutás        | Férfi 4 × 10 km váltó |
| Bronz | Karl Holmström | Síugrás        | Egyéni, normálsánc    |

## Alpesisí
Férfi
| Versenyző        | Versenyszám      | 1. futam | 1. futam | 2. futam | 2. futam | Összesítés | Összesítés |
| Versenyző        | Versenyszám      | Idő      | Hely.    | Idő      | Hely.    | Idő        | Helyezés   |
| ---------------- | ---------------- | -------- | -------- | -------- | -------- | ---------- | ---------- |
| John Fredriksson | Lesiklás         |          |          |          |          | 2:44,5     | 23.        |
| John Fredriksson | Műlesiklás       | 1:06,0   | 27.      | 1:05,9   | 21.      | 2:11,9     | 24.        |
| John Fredriksson | Óriás-műlesiklás |          |          |          |          | 2:55,9     | 49.*       |
| Sixten Isberg    | Lesiklás         |          |          |          |          | 2:53,4     | 34.        |
| Sixten Isberg    | Óriás-műlesiklás |          |          |          |          | 2:42,3     | 30.        |
| Åke Nilsson      | Lesiklás         |          |          |          |          | 2:47,0     | 27.        |
| Åke Nilsson      | Műlesiklás       | 1:06,1   | 28.*     | 1:03,4   | 12.*     | 2:09,5     | 18.        |
| Åke Nilsson      | Óriás-műlesiklás |          |          |          |          | 2:37,0     | 21.        |
| Stig Sollander   | Lesiklás         |          |          |          |          | kizárták   | kizárták   |
| Stig Sollander   | Műlesiklás       | 1:00,4   | 4.       | 1:02,2   | 8.       | 2:02,6     | 5.         |
| Stig Sollander   | Óriás-műlesiklás |          |          |          |          | 2:32,6     | 6.*        |

Női
| Versenyző           | Versenyszám      | 1. futam | 1. futam | 2. futam | 2. futam | Összesítés | Összesítés |
| Versenyző           | Versenyszám      | Idő      | Hely.    | Idő      | Hely.    | Idő        | Helyezés   |
| ------------------- | ---------------- | -------- | -------- | -------- | -------- | ---------- | ---------- |
| Kerstin Ahlqvist    | Műlesiklás       | 1:10,8   | 18.      | 1:12,5   | 26.      | 2:23,3     | 20.        |
| Kerstin Ahlqvist    | Óriás-műlesiklás |          |          |          |          | 2:21,4     | 26.        |
| Ingrid Englund      | Lesiklás         |          |          |          |          | 2:01,3     | 29.        |
| Ingrid Englund      | Műlesiklás       | 1:14,8   | 27.      | 1:13,9   | 29.      | 2:28,7     | 27.        |
| Ingrid Englund      | Óriás-műlesiklás |          |          |          |          | 2:29,9     | 32.        |
| Margareta Jacobsson | Lesiklás         |          |          |          |          | 1:58,2     | 25.        |
| Margareta Jacobsson | Műlesiklás       | 1:10,4   | 17.      | 1:10,2   | 20.*     | 2:20,6     | 16.        |
| Margareta Jacobsson | Óriás-műlesiklás |          |          |          |          | kizárták   | kizárták   |
| Sarah Thomasson     | Lesiklás         |          |          |          |          | 1:55,5     | 18.        |
| Sarah Thomasson     | Műlesiklás       | 1:09,9   | 15.      | 1:08,4   | 13.      | 2:18,3     | 12.        |
| Sarah Thomasson     | Óriás-műlesiklás |          |          |          |          | 2:18,4     | 21.        |

* - egy másik versenyzővel azonos eredményt ért el

## Bob
| Versenyző                                                  | Versenyszám | 1. futam | 1. futam | 2. futam | 2. futam | 3. futam | 3. futam | 4. futam | 4. futam | Összesítés | Összesítés |
| Versenyző                                                  | Versenyszám | Idő      | Hely.    | Idő      | Hely.    | Idő      | Hely.    | Idő      | Hely.    | Idő        | Helyezés   |
| ---------------------------------------------------------- | ----------- | -------- | -------- | -------- | -------- | -------- | -------- | -------- | -------- | ---------- | ---------- |
| Olle Axelsson Jan Lapidoth                                 | Kettes      | 1:24,30  | 11.      | 1:23,92  | 7.       | 1:23,46  | 8.       | 1:24,09  | 9.       | 5:35,77    | 8.         |
| Kjell Holmström Nils Landgren                              | Kettes      | 1:25,76  | 14.      | 1:25,84  | 15.      | 1:25,65  | 15.      | 1:25,57  | 15.      | 5:42,82    | 15.        |
| Kjell Holmström Felix Fernström Nils Landgren Jan Lapidoth | Négyes      | 1:19,11  | 7.       | 1:19,90  | 7.       | 1:17,28  | 3.       | 1:18,72  | 5.       | 5:15,01    | 6.         |
| Gunnar Åhs Börje Ekedahl Lennart Sandin Gunnar Garpö       | Négyes      | 1:18,84  | 5.       | 1:19,93  | 9.*      | 1:18,66  | 7.       | 1:20,43  | 9.       | 5:17,86    | 7.         |

* - egy másik csapattal azonos eredményt ért el

## Északi összetett
| Versenyző            | Síugrás  | Síugrás  | Síugrás  | Síugrás  | Síugrás  | Síugrás  | Síugrás | Síugrás | Sífutás | Sífutás | Sífutás | Összesítés | Összesítés |
| Versenyző            | 1. ugrás | 1. ugrás | 2. ugrás | 2. ugrás | 3. ugrás | 3. ugrás | Össz.   | Össz.   | Sífutás | Sífutás | Sífutás | Összesítés | Összesítés |
| Versenyző            | Távolság | Pont     | Távolság | Pont     | Távolság | Pont     | Pont    | Hely.   | Idő     | Pont    | Hely.   | Pont       | Helyezés   |
| -------------------- | -------- | -------- | -------- | -------- | -------- | -------- | ------- | ------- | ------- | ------- | ------- | ---------- | ---------- |
| Lars-Erik Efverström | 59,5     | 95,5     | 59,0     | (94,0)   | 60,5     | 97,5     | 193,0   | 15.     | 1:14:19 | 196,667 | 17.     | 389,667    | 17.        |
| Erik Elmsäter        | 61,0     | 99,5     | 59,5     | (66,0)   | 62,0     | 99,5     | 199,0   | 11.     | 1:13:46 | 198,667 | 16.     | 397,667    | 13.        |

## Gyorskorcsolya
| Versenyző         | Versenyszám | Eredmény | Helyezés |
| ----------------- | ----------- | -------- | -------- |
| Carl-Erik Asplund | 1500 m      | 2:22,6   | 4.       |
| Carl-Erik Asplund | 5000 m      | 8:30,7   | 6.       |
| Carl-Erik Asplund | 10 000 m    | 17:16,6  |          |
| Mats Bolmstedt    | 500 m       | 44,8     | 12.*     |
| Sigvard Ericsson  | 1500 m      | 2:23,4   | 8.*      |
| Sigvard Ericsson  | 5000 m      | 8:40,8   | 14.      |
| Sigvard Ericsson  | 10 000 m    | 17:52,8  | 13.      |
| Gunnar Hallkvist  | 10 000 m    | 18:20,9  | 20.      |
| Göthe Hedlund     | 5000 m      | 8:39,2   | 11.      |
| Göthe Hedlund     | 10 000 m    | 17:39,2  | 9.       |
| Stig Lindberg     | 500 m       | 45,9     | 25.*     |
| Bengt Malmsten    | 500 m       | 46,6     | 31.      |
| Gunnar Ström      | 500 m       | 45,6     | 23.      |
| Gunnar Ström      | 1500 m      | 2:25,8   | 19.      |
| John Wickström    | 1500 m      | 2:27,6   | 26.*     |
| John Wickström    | 5000 m      | 8:47,2   | 18.      |

* - egy másik versenyzővel azonos eredményt ért el

## Jégkorong
| Svéd férfi jégkorongcsapat-játékoskeret                                                         | Svéd férfi jégkorongcsapat-játékoskeret                                                                     | Svéd férfi jégkorongcsapat-játékoskeret                                        |
| ----------------------------------------------------------------------------------------------- | --- | ------------------------------------------------------------------------------ |
| - Göte Almqvist - Åke Andersson - Hans Andersson - Stig Andersson - Lars Björn - Göte Blomqvist | - Thord Flodqvist - Erik Johansson - Gösta Johansson - Rune Johansson - Sven "Tumba" Johansson - Åke Lassas | - Holger Nurmela - Hans Öberg - Lars Pettersson - Lars Svensson - Sven Thunman |

### Eredmények
| 1952. február 15. | Svédország (SWE) | 9 – 2 (2–0, 5–2, 2–0) | Finnország | Oslo |

|  |  |  |  |  |
|  |  |  |  |  |
|  |  |  |  |  |
|  |  |  |  |  |

| 1952. február 16. | Svédország (SWE) | 17 – 1 (1–0, 9–1, 7–0) | Lengyelország | Oslo |

|  |  |  |  |  |
|  |  |  |  |  |
|  |  |  |  |  |
|  |  |  |  |  |

| 1952. február 17. | Norvégia (NOR) | 2 – 4 (1–2, 0–1, 1–1) | Svédország | Oslo |

|  |  |  |  |  |
|  |  |  |  |  |
|  |  |  |  |  |
|  |  |  |  |  |

| 1952. február 18. | Svédország (SWE) | 7 – 3 (3–2, 0–0, 4–1) | Németország | Oslo |

|  |  |  |  |  |
|  |  |  |  |  |
|  |  |  |  |  |
|  |  |  |  |  |

| 1952. február 21. | Egyesült Államok (USA) | 2 – 4 (0–1, 0–0, 2–3) | Svédország | Oslo |

|  |  |  |  |  |
|  |  |  |  |  |
|  |  |  |  |  |
|  |  |  |  |  |

| 1952. február 22. | Kanada (CAN) | 3 – 2 (1–2, 1–0, 1–0) | Svédország | Oslo |

|  |  |  |  |  |
|  |  |  |  |  |
|  |  |  |  |  |
|  |  |  |  |  |

| 1952. február 23. | Svédország (SWE) | 5 – 2 (1–1, 4–0, 0–1) | Svájc | Oslo |

|  |  |  |  |  |
|  |  |  |  |  |
|  |  |  |  |  |
|  |  |  |  |  |

| 1952. február 24. | Csehszlovákia (TCH) | 4 – 0 (2–0, 2–0, 0–0) | Svédország | Oslo |

|  |  |  |  |  |
|  |  |  |  |  |
|  |  |  |  |  |
|  |  |  |  |  |

Végeredmény
| Csapat                 | M | Gy | D | V | G+ | G– | Gk  | P   |
| ---------------------- | - | -- | - | - | -- | -- | --- | --- |
| Kanada (CAN)           | 8 | 7  | 1 | 0 | 71 | 14 | +57 | 15  |
| Egyesült Államok (USA) | 8 | 6  | 1 | 1 | 43 | 21 | +22 | 13  |
| Svédország (SWE)       | 8 | 6  | 0 | 2 | 48 | 19 | +29 | 12* |
| Csehszlovákia (TCH)    | 8 | 6  | 0 | 2 | 47 | 18 | +29 | 12* |
| Svájc (SUI)            | 8 | 4  | 0 | 4 | 40 | 40 | 0   | 8   |
| Lengyelország (POL)    | 8 | 2  | 1 | 5 | 21 | 56 | –35 | 5   |
| Finnország (FIN)       | 8 | 2  | 0 | 6 | 21 | 60 | –39 | 4   |
| Németország (GER)      | 8 | 1  | 1 | 6 | 21 | 53 | –32 | 3   |
| Norvégia (NOR)         | 8 | 0  | 0 | 8 | 15 | 46 | –31 | 0   |

* - Svédország és Csehszlovákia nyolc mérkőzés után egyenlő pontszámmal és gólkülönbséggel állt a harmadik helyen, ezért helyosztó mérkőzésre került sor.
Bronzmérkőzés
| 1952. február 25. | Svédország (SWE) | 5 – 3 (0–2, 1–1, 4–0) | Csehszlovákia | Oslo |

|  |  |  |  |  |
|  |  |  |  |  |
|  |  |  |  |  |
|  |  |  |  |  |

| Csapat     | Helyezés |
| ---------- | -------- |
| Svédország |          |

## Műkorcsolya
| Versenyző                   | Versenyszám | Helyezési pontszámok bírónként | Helyezési pontszámok bírónként | Helyezési pontszámok bírónként | Helyezési pontszámok bírónként | Helyezési pontszámok bírónként | Helyezési pontszámok bírónként | Helyezési pontszámok bírónként | Helyezési pontszámok bírónként | Helyezési pontszámok bírónként | Több. hely. száma | Hely. össz. | Pont | Helyezés |
| Versenyző                   | Versenyszám | 1                              | 2                              | 3                              | 4                              | 5                              | 6                              | 7                              | 8                              | 9                              | Több. hely. száma | Hely. össz. | Pont | Helyezés |
| --------------------------- | ----------- | ------------------------------ | ------------------------------ | ------------------------------ | ------------------------------ | ------------------------------ | ------------------------------ | ------------------------------ | ------------------------------ | ------------------------------ | ----------------- | ----------- | ---- | -------- |
| Britta Lindmark Ulf Berendt | Páros       | 12,0                           | 12,0                           | 10,0                           | 12,0                           | 12,0                           | 12,0                           | 12,0                           | 12,0                           | 12,0                           | 9×12+             | 106,0       | 78,8 | 12.      |

## Sífutás
Férfi
| Versenyző                                                  | Versenyszám     | Eredmény | Helyezés |
| ---------------------------------------------------------- | --------------- | -------- | -------- |
| Erik Elmsäter                                              | 18 km           | 1:13:46  | 56.      |
| Lars-Erik Efverström                                       | 18 km           | 1:14:19  | 58.      |
| Enar Josefsson                                             | 18 km           | 1:05:10  | 13.      |
| Gunnar Östberg                                             | 18 km           | 1:03:44  | 9.       |
| Nils Täpp                                                  | 18 km           | 1:03:35  | 7.       |
| Nils Karlsson                                              | 18 km           | 1:02:56  | 5.       |
| Nils Karlsson                                              | 50 km           | 3:39:30  | 6.       |
| Gunnar Eriksson                                            | 50 km           | 3:55:45  | 12.      |
| Olav Økern                                                 | 50 km           | 3:38:45  | 4.       |
| Anders Törnqvist                                           | 50 km           | 3:49:22  | 10.      |
| Nils Täpp Sigurd Andersson Enar Josefsson Martin Lundström | 4 × 10 km váltó | 2:24:13  |          |

Női
| Versenyző           | Versenyszám | Eredmény | Helyezés |
| ------------------- | ----------- | -------- | -------- |
| Margit Albrechtsson | 10 km       | 45:05    | 8.       |
| Eivor Alm           | 10 km       | 45:20    | 9.       |
| Märta Norberg       | 10 km       | 42:53    | 4.       |
| Sonja Edström       | 10 km       | 45:41    | 11.      |

## Síugrás
| Versenyző      | 1. ugrás | 1. ugrás | 1. ugrás | 2. ugrás | 2. ugrás | 2. ugrás | Összesítés | Összesítés |
| Versenyző      | Távolság | Pont     | Hely.    | Távolság | Pont     | Hely.    | Pont       | Helyezés   |
| -------------- | -------- | -------- | -------- | -------- | -------- | -------- | ---------- | ---------- |
| Thure Lindgren | 63,0     | 72,0~    | 40.      | 62,5     | 103,5    | 10.      | 175,5      | 40.        |
| Hans Nordin    | 63,5     | 104,5    | 12.      | 61,5     | 102,0    | 13.      | 206,5      | 11.        |
| Karl Holmström | 67,0     | 110,0    | 5.*      | 65,5     | 109,5    | 2.       | 219,5      |            |
| Bror Östman    | 66,5     | 110,0    | 5.*      | 65,0     | 77,0~    | 43.      | 187,0      | 32.        |

* - egy másik versenyzővel azonos eredményt ért el

~ - az ugrás során elesett